# 利滕瑟拉代尔
利滕瑟拉代尔（荷蘭語：Littenseradeel；西弗里斯语：Littenseradiel）是荷蘭的一個已撤銷的市镇，位於荷蘭北部，屬於弗里斯蘭省。該市镇設立於1984年。2018年1月1日，該被划分成三部分，分别并入瓦德胡克、吕伐登和西南弗里斯兰。

## 外部連結
- 维基共享资源上的相關多媒體資源：利滕瑟拉代尔
- Official website